# Palazzo albergo Terminus
Il Palazzo Terminus è un edificio storico della città di Como, costruito nel 1900 dall'architetto Italo Zanolini e legato alle celebrazioni voltiane dedicate ad Alessandro Volta.

## Storia
Costruito in origine come parte del Grand Hotel Plinius, albergo eretto in occasione delle celebrazioni voltiane per celebrare il centenario della prima pila, il Palazzo Terminus deve il suo nome alla sua funzione originale di spa termale del Grand Hotel.
Nel corso della prima guerra mondiale venne utilizzato come ospedale militare, mentre dagli anni '30 viene trasformato in albergo indipendente.

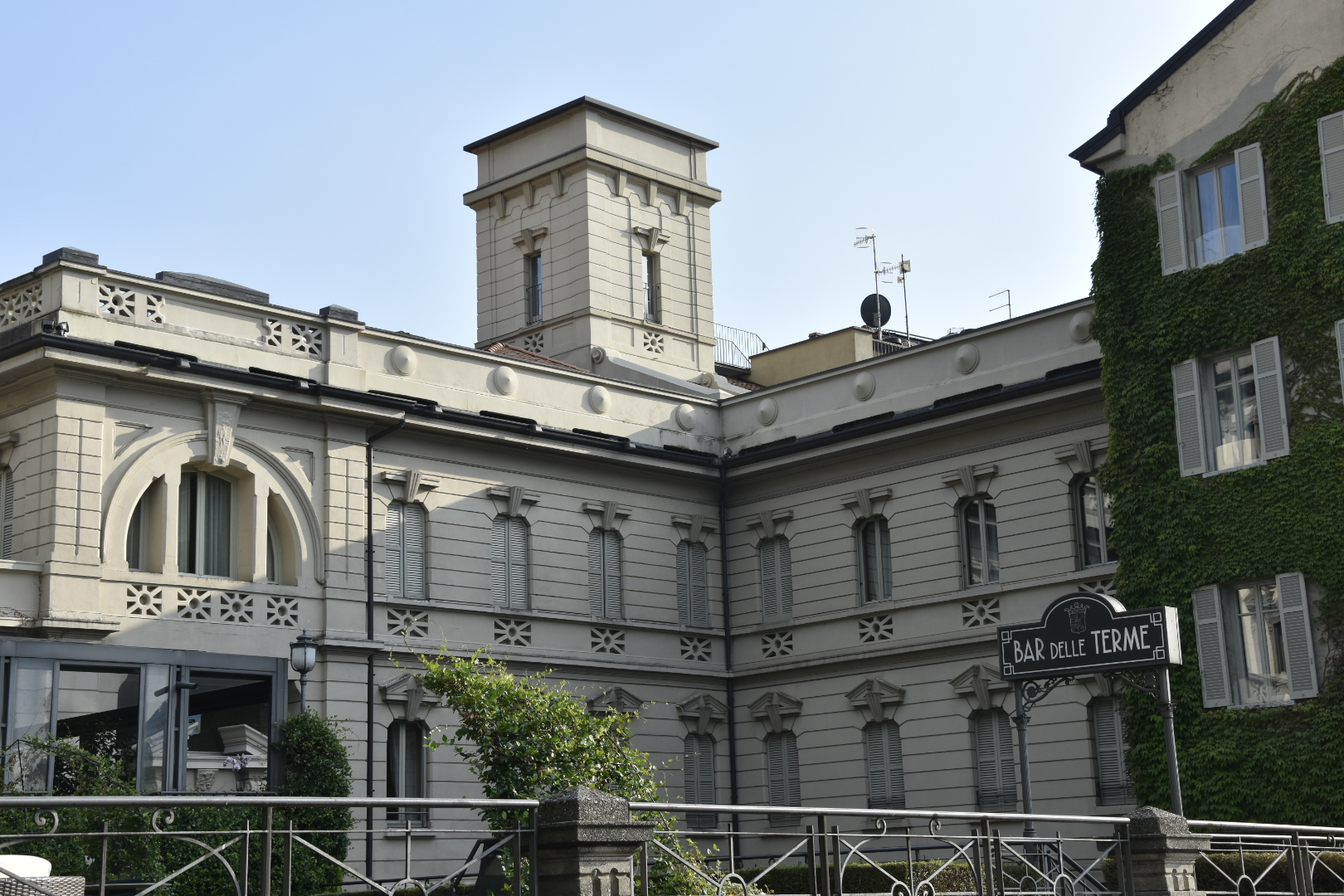
Facciata attuale dell'hotel

Requisito dall'esercito tedesco e poi dal comando alleato durante la seconda guerra mondiale, inizia una ristrutturazione radicale nel 1988. Il palazzo ha riaperto come albergo nel 1994 e prosegue tuttora la propria attività.
Sin dalle origini, il palazzo venne pensato e costruito nella forma e nelle decorazioni in stile liberty. Ha in comune con molti edifici liberty la tipica torretta con il soffitto a volta. Al progetto originale lavorò anche l'architetto Federico Frigerio.
Il Ristorante conserva il nome Bar delle Terme in memoria della sua prima funzione.